# Oscar Dahlbäck
Oscar Fredrik Dahlbäck (i riksdagen kallad Dahlbäck i Jönköping), född 13 april 1886 i Piteå, död 17 juni 1966 i Jönköping, var en svensk jurist, borgmästare och politiker (folkpartist).
Dahlbäck, som var son till en kustuppsyningsman, avlade juris kandidatexamen vid Uppsala universitet och var därefter borgmästare i Vadstena stad 1915–1920, rådman i Jönköping 1920–1923 och sedan borgmästare i samma stad 1923–1953. I Jönköpings stad hade han också olika kommunala uppdrag, bland annat som ordförande i fattigvårdsstyrelsen.
Dahlbäck var riksdagsledamot i andra kammaren 1937–1940 för Jönköpings läns valkrets. I riksdagen var han bland annat suppleant i bankoutskottet 1938–1939 och i första lagutskottet 1940. Han var främst engagerad i sociala och administrativa frågor, men lade också en riksdagsmotion om en allmän naturskyddslagstiftning.